# Nozay (Essonne)
 Nozay  es una población y comuna francesa, ubicada en la región de Isla de Francia, departamento de Essonne, en el distrito de Palaiseau y cantón de Montlhéry.

## Demografía
| 467 | 668 | 1820 | 2653 | 2636 | 4275 |
| Para los censos de 1962 a 1999 la población legal corresponde a la población sin duplicidades (Fuente: INSEE [Consultar]) |     |      |      |      |      |